# Diccionario de la lengua española de la Real Academia Española
O Dicionário da língua espanhola é o dicionário normativo mais amplo do castelhano, editado e elaborado pela Real Academia Espanhola (RAE). A sua primeira edição data de 1780, sendo a última a 22ª edição de 2001. Desde de abril de 2005 pode consultar-se online um adiantamento da 23ª edição (22ª com todas as alterações que incluirá a 23ª edição), que será publicada em 2013, por ocasião do terceiro centenário da instituição.
É normalmente abreviado como DRAE (Dicionário da Real Academia Espanhola).

## Títulos do Dicionário
- Diccionario de la lengua castellana compuesto por la Real Academia Española, entre a 1ª (1780) e a 4ª edição (1803)
- Diccionario de la lengua castellana por la Real Academia Española, entre a 5ª (1817) e a 14ª edição (1914)
- Diccionario de la lengua española, desde a 15ª edição (1925).